# Le Chaudron infernal
Le Chaudron infernal és una pel·lícula de trucs muda francesa de 1903 dirigida per Georges Méliès. Va ser produïda per la Star Film Company de Méliès i té el número 499–500 als seus catàlegs.

## Trama
En una cambra renaixentista decorada amb rostres diabòlics i un escut d'armes deformat, un alegre Satanàs llança tres víctimes humanes a un calder, que llança flames. Les víctimes s'aixequen del calder com a fantasmes nebulosos, i després es converteixen en boles de foc. Les boles de foc es multipliquen i persegueixen a Satanàs al voltant de la cambra. Finalment, el mateix Satanàs salta al calder infernal, que emet un últim esclat de flames.

## Producció
Méliès interpreta el dimoni, identificat al catàleg nord-americà de la Star Film Company com a Belphegor. Els efectes especials de la pel·lícula es van crear amb pirotècnia, exposició múltiple, enfocament suau i escamoteig.

## Versions
Les pel·lícules de Méliès anteriors a 1903, especialment la popular Le Voyage dans la Lune, amb freqüència eren pel·lícules copiades per productors nord-americans com per exemple Siegmund Lubin. Per combatre la pirateria, Méliès va obrir una sucursal nord-americana de la seva Star Film Company i va començar a produir dos negatius de cada pel·lícula que realitzava: una per al mercat domèstic, i una altra per a comercialitzar a l'estranger. PPer a produir dos negatius separats, Méliès va construir un càmera especial que usava dues lents i dos rodets de pel·lícula simultàniament.
Durant la dècada del 2000, investigadors a l'empresa cinematogràfica francesa Lobster Films es van adonar que el sistema de doble lent de Méliès era un sistema de càmera estèreo no intencional però funcional i, per tant, que es podien realitzar versions 3D de les pel·lícules de Méliès simplement combinant les còpies local i estrangera de la pel·lícula. Serge Bromberg, el fundador de Lobster Films, va presentar versions 3D de Le Chaudron Infernal i una altra pel·lícula de Méliès de 1903, L'Oracle de Delphes, al gener de 2010 en una funció en la Cinémathèque Française. Segons el crític de cinema Kristin Thompson, "l'efecte 3D era encantador … les pel·lícules sincronitzades per Lobster semblaven com si Méliès les hagués dissenyat per a 3D." Bromberg va projectar totes dues pel·lícules novament juntament amb la pel·lícula de Méliès de 1906 Alchimiste Parafaragaramus ou la Cornue infernale, preparada de manera similar per a 3D en una funció realitzada al setembre de 2011 en la Academy of Motion Picture Arts and Sciences.